# جديدة بكارة (دير الزور)
جديدة بكارة قرية سورية تتبع ناحية خشام في منطقة مركز دير الزور في محافظة دير الزور. بلغ عدد سكانها 4283 نسمة في عام 2004 حسب إحصاء المكتب المركزي للإحصاء.